# أوي امبلر
أوي امبلر (بالإنجليزية: Uwe Ampler) (و. 1964  م) هو راكب دراجة هوائية، من ألمانيا، ولد في تسيربست، شارك في ركوب الدراجات في الألعاب الأولمبية الصيفية 1988 – رجال فردي سباق الطريق ‏، وركوب الدراجات في الألعاب الأولمبية الصيفية 1988 – فريق رجال سباق الزمن ‏.

## سباقات أو مراحل فاز بها
| التاريخ       | السباق                                                                 | المركز                  |
| ------------- | ---------------------------------------------------------------------- | ----------------------- |
| 01 يناير 1983 | Tour de Tunisie 1983                                                   | الفائز في التصنيف العام |
| 01 يناير 1983 | Tour de RDA 1983                                                       | المركز الثاني           |
| 01 يناير 1984 | 1984 GDR National Road Cycling Championships - Men Hill Climb          | المركز الثالث           |
| 01 يناير 1984 | 1984 GDR National Road Cycling Championships - Men RR                  | الفائز في التصنيف العام |
| 22 مايو 1985  | 1985 سباق السلام                                                       | المركز الثالث           |
| 15 أغسطس 1985 | طواف الوني 1985                                                        | الفائز في التصنيف العام |
| 01 يناير 1986 | Tour de RDA 1986                                                       | الفائز في التصنيف العام |
| 01 يناير 1986 | 1986 Tour de Vaucluse                                                  | المركز الثالث           |
| 01 يناير 1986 | 1986 GDR National Road Cycling Championships - Men RR                  | المركز الثاني           |
| 01 يناير 1987 | 1987 Tour de Vaucluse                                                  | المركز الثاني           |
| 01 يناير 1987 | Tour de RDA 1987                                                       | الفائز في التصنيف العام |
| 01 يناير 1987 | 1987 GDR National Road Cycling Championships - Men RR                  | الفائز في التصنيف العام |
| 23 مايو 1987  | 1987 سباق السلام                                                       | الفائز في التصنيف العام |
| 01 يناير 1988 | ركوب الدراجات في الألعاب الأولمبية الصيفية 1988 – فريق رجال سباق الزمن | الفائز في التصنيف العام |
| 23 مايو 1988  | 1988 سباق السلام                                                       | الفائز في التصنيف العام |
| 01 يناير 1989 | Tour de RDA 1989                                                       | الفائز في التصنيف العام |
| 20 مايو 1989  | 1989 سباق السلام                                                       | الفائز في التصنيف العام |
| 24 يونيو 1990 | 1990 GDR National Road Cycling Championships - Men RR Pro              | المركز الثالث           |
| 03 مايو 1992  | 1992 غروسر برايس ديس كانتونس أرجو                                      | الفائز في التصنيف العام |
| 17 مايو 1998  | 1998 سباق السلام                                                       | الفائز في التصنيف العام |

## جوائز
حصل على جوائز منها:
- ترتيب الاستحقاق الوطني الذهبي
- وسام نجمة صداقة الشعوب لألمانيا الشرقية [الإنجليزية]‏.

## روابط خارجية
- أوي امبلر على موقع أرشيف الدراجات (الإنجليزية)
- أوي امبلر على موقع إحصائيات الدراجات الإحترافية (الإنجليزية)
- أوي امبلر على موقع CycleBase (الإنجليزية)
- أوي امبلر على موقع أوليمبيديا (الإنجليزية)